# アヴァン・パンク
アヴァン・パンク（Avant-punk）は、「スクリーチング・エクスペリメンテーション (絶叫の実験)」を特徴とするパンク・ロックのスタイルであり、1970年代にアメリカのパンク・バンドの波を説明するために批評家が使用した用語。ニューヨークに拠点を置くロック・バンド、ヴェルヴェット・アンダーグラウンドから生まれたが、初期のキンクスやコンピレーション・アルバムのナゲッツ・シリーズに収録された短命なガレージ・バンドにさかのぼることもできる。批評家のロバート・クリストガウによると、1966年から1975年の間で「アヴァン・パンク」に分類できる注目すべきバンドは、ヴェルヴェット・アンダーグラウンド、ファッグス、MC5、イギー・ポップ・アンド・ザ・ストゥージズ、ザ・モダン・ラヴァーズ、そしてニューヨーク・ドールズぐらいであった。